# Кировоградская наступательная операция
Кировоградская наступательная операция — наступательная операция Красной Армии против немецких войск во время Великой Отечественной войны. Проводилась с 5 по 16 января 1944 года войсками 2-го Украинского фронта с целью разгрома кировоградской группировки противника и выхода на р. Южный Буг. Часть Днепровско-Карпатской стратегической наступательной операции.

## Обстановка
Осенью 1943 года 2-й Украинский фронт в ходе Битвы за Днепр расширил плацдарм, захваченный на правом берегу Днепра на участке от Кременчуга до Днепропетровска. Отбросив противника на 30-100 км от реки, освободив Черкассы, и проведя успешную Знаменскую операцию сломившую ход войны в регионе, войска под командованием И. С. Конева к 20 декабря вышли на подступы к Кировограду и Кривому Рогу.
29 декабря 1943 года Ставка ВГК поставила очередные задачи на наступление войскам 2-го Украинского фронта:

1. 2 Украинскому фронту, прочно удерживая занимаемый рубеж на своём левом фланге, не позднее 5 января 1944 г. возобновить наступление, нанося главный удар на Кировоград силами не менее четырёх армий, из которых одна танковая армия.
Ближайшая задача — разбить кировоградскую группировку противника и занять Кировоград, охватывая его с севера и юга. В дальнейшем овладеть районом Ново-Украинка, Помошная и наступать на Первомайск с целью выхода на р. Южный Буг, где и закрепиться.
2. Одновременно нанести вспомогательный удар силами двух армий в направлении Шпола, с г. Христиновка.
…

## План операции
Во исполнение директивы Ставки командующий фронтом решил включить в ударную группировку 53-ю, 5-ю и 7-ю гвардейские, 5-ю гвардейскую танковую армии, а также 5-й гвардейский и 7-й механизированные корпуса и поставил перед ними следующие задачи:
- 53-й армии с 5-м гвардейским механизированным корпусом прорвать оборону противника на участке Кучеровка — Коханиевка и наступать в западном направлении на Владимировку; после выхода в район Владимировки перерезать пути отхода противника на запад.
- 5-й гвардейской армии с 7-м механизированным корпусом прорвать вражескую оборону на участке Коханиевка-Суботицы и развивать наступление в общем направлении на Грузское, обходя Кировоград с северо-запада.
- 7-й гвардейской армии во взаимодействии с 5-й гвардейской танковой армией нанести удар в общем направлении на Плавни, Покровское, обходя Кировоград с юго-запада.

Общий замысел операции заключался в охвате с севера и юга всей кировоградской группировки немецких войск с целью её окружения. К исходу второго дня операции войска ударной группировки фронта должны были овладеть Кировоградом.
На вспомогательном направлении 4-й гвардейской армии предстояло наступать на Ивангород, Златополь, а 52-й армии — нанести удар в направлении Балаклея, Шпола и далее на Христиновку.
5-й воздушной армии ставилась задача путём нанесения бомбово-штурмовых ударов содействовать войскам ударной группировки в прорыве обороны противника, уничтожении его живой силы и техники, овладении Кировоградом, а также в разгроме подходящих резервов.

## Состав и силы сторон

### СССР
2-й Украинский фронт (командующий генерал армии И. С. Конев, начальник штаба генерал-полковник М. В. Захаров) в составе:
- 52-я армия (генерал-лейтенант К. А. Коротеев)
- 53-я армия (генерал-лейтенант И. В. Галанин)
- 4-я гвардейская армия (генерал-майор А. И. Рыжов)
- 5-я гвардейская армия (генерал- лейтенант А. С. Жадов)
- 7-я гвардейская армия (генерал-полковник М. С. Шумилов)
- 5-я гвардейская танковая армия (генерал-полковник танковых войск П. А. Ротмистров)
- 5-й гвардейский механизированный корпус (генерал-лейтенант танковых войск Б. М. Скворцов)
- 7-й механизированный корпус (генерал-лейтенант танковых войск Ф. Г. Катков)
- 5-я воздушная армия (генерал-лейтенант авиации С. К. Горюнов)

По состоянию на 1 января 1944 года фронт насчитывал 550 000 человек, 265 танков, 127 самоходно-артиллерийских установок, 7136 орудий и миномётов, 777 зенитных орудий, 500 боевых самолётов.

### Германия
- 8-я полевая армия (генерал пехоты О. Велёр) в составе:
  - 11-й армейский корпус
  - 47-й армейский корпус
  - 52-й армейский корпус
- Часть сил 4-го воздушного флота (генерал-полковник Отто Десслох)

Всего: более 420 000 человек, 520 танков и штурмовых орудий, 5100 орудий и миномётов, около 500 боевых самолётов.

## Ход боевых действий
Утром 5 января войска ударной группировки фронта перешли в наступление. Действиям пехоты предшествовала 50-минутная артиллерийская подготовка, в результате которой были подавлены огневые точки противника на переднем крае обороны и разрушены его опорные пункты, расположенные в ближайшей глубине. Одновременно с нанесением артиллерийского удара и под его прикрытием, сапёрами были проделаны проходы в минных полях и проволочных заграждениях противника. Вскоре после начала операции войска 5-й гвардейской и 53-й армий прорвали оборону противника и завязали бои по отражению немецких контратак. Для развития наступления на участках прорыва были введены в бой 7-й и 5-й гвардейский механизированные корпуса. К исходу первого дня операции на правом фланге ударной группировки фронта наметился успех. Тактическая зона немецкой обороны была преодолена на отдельных направлениях и войска продвинулись на глубину от 4 до 24 км.
Иначе развивалось наступление в полосе 7-й гвардейской армии, действовавшей на левом фланге ударной группировки фронта. Здесь продвижение советских войск было сильно замедлено мощными танковыми контратаками противника из районов Аджамки и Новой Андреевки. Тем не менее к исходу дня дивизии 7-й гвардейской армии вышли на рубеж Червоного Яра, Плавни, северная окраина Новой Андреевки.
Проанализировав обстановку, сложившуюся к концу первого дня операции, командующий фронтом И. С. Конев принял решение использовать для развития наступления успех, достигнутый войсками 5-й гвардейской армии. Для этого армия была усилена 8-м механизированным корпусом под командованием генерал-майора танковых войск А. М. Хасина.

Командующему 5-й гвардейской танковой армией к 8 часам утра 6 января 1944 г. 8-й механизированный корпус сосредоточить в районе Казарна и передать в подчинение командующего 5-й гвардейской армией, а командующему 5-й гвардейской армией развить энергичное наступление 7-м и 8-м механизированными корпусами в обход Кировограда с северо-запада в общем направлении на Грузное, разъезд Лелековка с целью перерезать пути, ведущие из Кировограда на запад и северо-запад, и во взаимодействии с войсками 5-й гвардейской танковой армии овладеть Кировоградом.

6 января войска 2-го Украинского фронта продолжили наступление. Пытаясь их остановить, немецкое командование начало проводить сильные контратаки в полосе 5-й гвардейской и 53-й армий. Особенно сильным ударам подвергался левый фланг 5-й гвардейской армии, где в танковых атаках вермахта участвовали до 120 танков. Тем не менее, к исходу второго дня операции войска 5-й и 7-й гвардейских армий, преодолевая упорное сопротивление немецких дивизий, соединились своими флангами, расширив прорыв до 70 км по фронту и до 30 км в глубину. 53-я армия, действующая совместно с 5-м гвардейским механизированным корпусом, отражая контратаки врага, продвигалась вперёд и надёжно защищала правый фланг ударной группировки фронта.
Соединения 5-й гвардейской танковой армии, которым с ходу удалось преодолеть второй оборонительный рубеж противника по реке Аджамка, вышли в район Кировограда. В ночь на 7 января 29-й танковый корпус под командованием генерал-майора И. Ф. Кириченко достиг юго-восточной части города, 18-й танковый корпус овладел Фёдоровкой и двинулся на Ново-Павловку. Вслед за танкистами к Кировограду вышли 50-я и 297-я стрелковые дивизии 7-й гвардейской армии, а также 9-я гвардейская воздушно-десантная дивизия 5-й гвардейской армии. Завязались бои за город.
К утру 7 января танковые и механизированные части фронта достигли разъезда Лелековка, перерезав тем самым шоссейную и железную дороги Кировоград — Ново-Украинка. Одновременно с этим части 18-го танкового корпуса перекрыли дорогу Кировоград — Ровное в районе Ново-Павловки. Таким образом, были закрыты все пути отхода гитлеровских войск, действовавших в районе Кировограда и восточнее него.
Весь день 7 января войска фронта отражали непрерывные контратаки пехоты и танков противника, который пытался остановить советское наступление.
К утру 8 января 1944 года Кировоград был очищен от вражеских войск советскими войсками 2-го Украинского фронта в ходе Кировоградской операции:
- 5-й гвардейской армии в составе: 33-го гв. ск (генерал-лейтенант Козлов, Михаил Иванович) в составе: 13-й гв. сд (полковник Лайтадзе, Илья Иосифович), 84-й сд (генерал-майор Буняшин, Павел Иванович), 6-й гв. вдд (генерал-майор Смирнов, Михаил Николаевич), 9-й гв. вдд (генерал-майор Сазонов, Александр Михайлович); 7-го мк (генерал-майор т/в Катков, Фёдор Григорьевич) в составе: 16-й мехбр (полковник Хотимский, Михаил Васильевич), 64-й мехбр (подполковник Стародубцев, Сергей Васильевич), 41-й гв. тбр (полковник Васецкий, Фёдор Прокофьевич).
- 7-й гвардейской армии в составе: 33-го ск (генерал-майор Семёнов, Алексей Иванович) в составе: 50-й сд (генерал-майор Лебеденко, Никита Федотович), 297-й сд (полковник Ковтун-Станкевич, Андрей Игнатьевич); 11-й артдивизии (генерал-майор арт. Попович, Андрей Давидович); 45-й пабр (подполковник Русак, Антон Богданович); 60-й инж-сапбр (полковник Цепенюк, Давид Шамович).
- 5-й гвардейской танковой армии в составе: 29-го тк (генерал-майор т/в Кириченко, Иван Фёдорович) в составе: 31-й тбр (полковник Попов, Андрей Михайлович), 32-й тбр (подполковник Ячник, Сергей Фёдорович), 25-й тбр (подполковник Клепко, Дмитрий Евстафьевич), 53-й мсбр (подполковник Докудовский, Василий Андреевич), 1446-й самоходный артполк (майор Лунев, Михаил Семёнович); 18-го тк (генерал-майор т/в Полозков, Василий Иудович) в составе: 110-й тбр (полковник Вишман, Ефрем Яковлевич), 170-й тбр (полковник Чунихин, Николай Петрович), 1438-й самоходный артполк (подполковник Затылкин, Фёдор Анисимович).
- 5-й воздушной армии в составе: 1-го штурмового авиакорпуса (генерал-лейтенант авиации Рязанов, Василий Георгиевич) в составе: 266-й шад (полковник Родякин, Фёдор Григорьевич), 292-й шад (генерал-майор авиации Агальцов, Филипп Александрович), 203-й иад (генерал-майор авиации Баранчук, Константин Гаврилович); 205-й иад (полковник Немцевич, Юрий Александрович) 7-го истребительного авиакорпуса (генерал-майор авиации Утин, Александр Васильевич); части войск 302-й иад (подполковник Зиновьев Василий Иванович) 4-го истребительного авиакорпуса (генерал-майор авиации Подгорный, Иван Дмитриевич); 1-я гв. бад (полковник Добыш, Фёдор Иванович) 1-го бомбардировочного авиакорпуса (генерал-майор авиации Полбин, Иван Семёнович).

В честь этого события войскам, участвовавшим в освобождении Кировограда, приказом Верховного Главнокомандующего от 8 января 1944 года объявлена благодарность и в Москве дан салют 20-ю артиллерийскими залпами из 224 орудий.
Приказом Верховного Главнокомандующего И. В. Сталина от 08.01.1944 года и приказом Народного комиссара обороны СССР И. В. Сталина от 08.01.1944 года в ознаменование одержанной победы соединения и части, отличившиеся в боях за освобождение города Кировоград, получили наименование «Кировоградских»:,,
- 297-я стрелковая Славянская дивизия (полковник Ковтун-Станкевич, Андрей Игнатьевич)
- 50-я стрелковая Запорожская дивизия (генерал-майор Лебеденко, Никита Федотович)
- 409-я стрелковая дивизия (полковник Сорокин, Гавриил Степанович)
- 25-я танковая бригада (подполковник Клепко, Дмитрий Евстафьевич)
- 31-я танковая бригада (полковник Попов, Андрей Михайлович)
- 170-я танковая бригада (полковник Чунихин, Николай Петрович)
- 1-й штурмовой авиационный корпус (генерал-лейтенант авиации Рязанов, Василий Георгиевич)
- 1-я гвардейская бомбардировочная авиационная дивизия (полковник Добыш, Фёдор Иванович)
- 205-я истребительная авиационная дивизия (полковник Немцевич, Юрий Александрович)
- 302-я истребительная авиационная дивизия (подполковник Зиновьев, Василий Иванович)
- 11-я артиллерийская дивизия (генерал-майор арт. Попович, Андрей Давидович)
- 16-я артиллерийская дивизия прорыва (генерал-майор арт. Гусаров, Николай Алексеевич)
- 60-я инженерно-сапёрная бригада (полковник Цепенюк, Давид Шамович)
- 1000-й истребительный противотанковый артиллерийский полк
- 1669-й истребительный противотанковый артиллерийский полк (майор Шильнов, Иван Григорьевич)
- 678-й гаубичный артиллерийский полк (подполковник Тихомиров, Анатолий Николаевич)
- 1543-й тяжёлый самоходный артиллерийский полк (майор Емельянов, Фёдор Данилович)
- 1694-й зенитный артиллерийский полк (подполковник Кравченко, Андрей Яковлевич)
- 263-й миномётный полк (майор Рожманов, Павел Фёдорович)
- 292-й миномётный полк (подполковник Фуражев, Николай Иванович)
- 97-й гвардейский миномётный Краснознамённый полк (подполковник Чумак, Марк Маркович)
- 21-й гвардейский авиационный полк дальнего действия
- 11-й отдельный гвардейский миномётный дивизион (майор Медведев, Михаил Семёнович)
- 329-й инженерный батальон (майор Сычев, Александр Иванович).[6]

После освобождения Кировограда 2-й Украинский фронт, преодолевая возрастающее сопротивление противника, некоторое время ещё продолжал наступление. При этом войска главной группировки фронта продвинулись на запад и юго-запад ещё на 15-20 км. На вспомогательном направлении, 4-я гвардейская и 52-я армии, преодолевшие к 10 января до 40 км, были остановлены сильными контратаками противника, перебросившим против них дополнительные силы (до трёх танковых дивизий).
К середине января советские войска, непрерывно наступавшие уже в течение двух с половиной месяцев, были сильно измотаны в боях и нуждались в отдыхе. Учитывая это обстоятельство, 16 января командующий фронтом отдал приказ о переходе к обороне. Таким образом, кировоградская операция была завершена. Войска фронта преодолели 40-50 км и закрепились на рубеже восточнее Смела—западнее Кировограда—севернее Новгородка.

## Потери

### Германия
Пять немецких дивизий потеряли от 50 до 75 % личного состава и большое количество вооружения.

### СССР
Нет точных данных о потерях советских войск.

## Результаты операции
Утрата Кировограда, как важного узла коммуникаций, существенно нарушила устойчивость обороны 8-й немецкой армии. В то же время, советские войска, освободив Кировоград и закрепив за собой районы северо-западнее, западнее и южнее города, обеспечили себе благоприятные условия для проведения Корсунь-Шевченковской наступательной операции.

## Память
В 1950 внутри Крепости Святой Елисаветы был создан огромный мемориальный комплекс «Пантеон Вечной Славы» на котором были похоронены около 50 тысяч жертв оккупантов и несколько тысяч воинов погибших за освобождение города.
- Вход на военное кладбище
- Могилы подпольщиков
- Могилы жертв оккупации
- Скорбящая Родина-Мать